# Fränkisch-Crumbach
Fränkisch-Crumbach is een gemeente in de Duitse deelstaat Hessen, en maakt deel uit van de Odenwaldkreis.
Fränkisch-Crumbach telt 3.114 inwoners.
Bad König · Beerfelden · Brensbach · Breuberg · Brombachtal · Erbach · Fränkisch-Crumbach · Hesseneck · Höchst im Odenwald · Lützelbach · Michelstadt · Mossautal · Reichelsheim · Rothenberg · Sensbachtal